# الأمين المولاهي
الأمين المولاهي (من مواليد 20 أوت 1961 في سبيطلة) جامعي وسياسي تونسي، شغل منصب كاتب الدولة لوزارة الصحة العمومية في حكومة محمد الغنوشي 2، من 17 جانفي إلى 27 فيفري 2011. ثم احتفظ بمنصبه حكومة الباجي قائد السبسي في إلى حدود غرة جويلية 2011.

## سيرته
يشغل الأمين منصب مدير عام للصيدلية المركزية للبلاد التونسية منذ 24 أوت 2011.

## مواضيع ذات صلة
- حكومة محمد الغنوشي 2
- حكومة الباجي قائد السبسي